# Matthieu Denis
Pour les articles homonymes, voir Denis (patronyme).
Matthieu Denis, né le 19 juillet 1977 à Soissons, est un escrimeur français.

## Carrière
Il est médaillé de bronze en épée individuelle aux Championnats d'Europe d'escrime 2005 à Zalaegerszeg.